# Lune, lune
Lune, lune je peta singl-ploča pevačice Merime Njegomir, objavljena 13. oktobra 1980. godine za Jugoton. Sadrži dve pesme kompozitora Milutina Popovića Zahara sa kojima je Merima učestvovala na festivalu Ilidža 1980.

## Pesme
| Strana | Pesma                | Muzika                | Tekst                 | Aranžman        |
| ------ | -------------------- | --------------------- | --------------------- | --------------- |
| А      | Lune, lune           | Milutin Popović Zahar | Milutin Popović Zahar | Dragan Knežević |
| B      | Uspomena još si samo | Milutin Popović Zahar | Dara Ružić            | Dragan Knežević |

## Spoljašnje veze
- Informacije na discogs.com